# Aleix García Serrano
Aleix García Serrano (Ulldecona, 1997. június 28. –) spanyol válogatott labdarúgó, a Bayer Leverkusen játékosa.

## Pályafutása
2024. június 13-án jelentették be, hogy a német Bayer Leverkusen 18 millió euróért szerződtette.

## Statisztika
| Klub             | Szezon           | Bajnokság | Bajnokság | Kupa    | Kupa  | Ligakupa | Ligakupa | Nemzetközi | Nemzetközi | Összesen | Összesen |
| Klub             | Szezon           | Meccsek   | Gólok     | Meccsek | Gólok | Meccsek  | Gólok    | Meccsek    | Gólok      | Meccsek  | Gólok    |
| ---------------- | ---------------- | --------- | --------- | ------- | ----- | -------- | -------- | ---------- | ---------- | -------- | -------- |
| Villarreal B     | 2013–14          | 3         | 0         | 0       | 0     | —        | —        | —          | —          | 3        | 0        |
| Villarreal B     | 2014–15          | 7         | 0         | 0       | 0     | —        | —        | —          | —          | 7        | 0        |
| Villarreal B     | Összesen         | 10        | 0         | 0       | 0     | —        | —        | —          | —          | 10       | 0        |
| Villarreal       | 2014–15          | 1         | 0         | 0       | 0     | —        | —        | 0          | 0          | 0        | 0        |
| Villarreal       | Összesen         | 1         | 0         | 0       | 0     | —        | —        | 0          | 0          | 1        | 0        |
| Manchester City  | 2015–16          | 0         | 0         | 1       | 0     | 0        | 0        | 0          | 0          | 1        | 0        |
| Manchester City  | 2016–17          | 4         | 0         | 2       | 0     | 2        | 1        | 0          | 0          | 8        | 1        |
| Manchester City  | Összesen         | 4         | 0         | 3       | 0     | 2        | 1        | 0          | 0          | 9        | 1        |
| Girona           | 2017–18          | 20        | 1         | 1       | 0     | —        | —        | —          | —          | 21       | 1        |
| Girona           | 2018–19          | 31        | 2         | 3       | 0     | —        | —        | —          | —          | 34       | 2        |
| Girona           | Összesen         | 51        | 3         | 4       | 0     | 0        | 0        | 0          | 0          | 55       | 3        |
| Mouscron         | 2019–20          | 3         | 4         | 1       | 0     | —        | —        | —          | —          | 4        | 4        |
| Mouscron         | Összesen         | 3         | 4         | 1       | 0     | —        | —        | 0          | 0          | 4        | 4        |
| Karrier összesen | Karrier összesen | 69        | 7         | 8       | 0     | 2        | 1        | 0          | 0          | 79       | 8        |

## Sikerei, díjai
- La Liga – A szezon csapatának tagja: 2023–24[5]